# Surányi András
Surányi András (Budapest, 1952. augusztus 14. –) filmrendező, egyetemi oktató.

## Életpályája
1970–1971 között a Vendéglátóipari Főiskola diákja volt. 1971–1975 között a Színház- és Filmművészeti Főiskola film- és televíziórendező szakán tanult. 1976-tól 10 évig a Mafilm rendezőasszisztense. 1977–1982 között a Balázs Béla Stúdió tagja. 1979–1982 között a Színház- és Filmművészeti Főiskola kameraman szakos hallgatója.
1986 óta rendező. 1994 óta a Színház- és Filmművészeti Főiskola oktatója. 1996 óta az ELTE Média Intézetében tanít. 2000 óta a Budapesti Gazdasági Főiskola Társadalomtudományi Intézeti Tanszékének adjunktusa, és a Károly Róbert Főiskola címzetes főiskolai docense. 2000–2009 között a Honvéd Együttes médiamenedzsere volt. 2011-ben doktorált a Színház- és Filmművészeti Egyetemen.

## Filmjei

### Rendezőként
- Ábel (1974) (forgatókönyvíró is)
- Érettségi nélkül (1975)
- Két fénykép (1976)
- Mozart és Salier (1979) (forgatókönyvíró is)
- Francia menekültek (1981)
- Színészotthon (1982)
- Negatív lenyomat (1982)
- A magyar klasszicizmus (1982)
- Aranycsapat (1982) (forgatókönyvíró is)
- Zongora (1983)
- Ninive (1983)
- Jazz (1983)
- Senki nem tér vissza (1983)
- Nevelőszülők (1984)
- Isten veletek, barátaim (1987)
- Fény-képek gyermekeinknek (1988)
- Jó estét, Wallenberg úr! (1989)
- Macbeth (1990)
- Erózió (1991) (forgatókönyvíró is)
- Midőn a vér (1992)
- Napsugarak zúgása (1993)
- Kölcsönkapott idő (1993)
- Töredékek a térről (1995-1997)
- Film… (1999-2000) (forgatókönyvíró is)
- Megyejáró (2008-2010)
- Túl a Maszathegyen (2010-2011)
- Kocsis intim megvilágításban (2016)
- A mindenség szerelmese - Juhász Ferenc 90 (2017)
- Eötvös Péter 75 (2018-2019)
- A varázsló - Csernus Tibor portré (2020-2021)
- Bródy János - Vallomások - portrévázlat (2022)
- A kisnagy ember - Feld Lajos (2022-2024)
- "Új dalt énekelek Neked" - Fischer Iván portré (2023-2024)

### Színészként
- Sorstalanság (2005)

### Producerként
- A dívány (2003)
- A három nővér (2008)
- Böll közlegény megmentése (2023)

### Operatőrként
- Egy másik világ (2001)

## Kötetei
- Aranycsapat. A film születése, és ami a filmből kimaradt...; interjúk, dokumentumvál. Surányi András, sajtó alá rend., szerk. Hernádi Miklós; Mafilm, Bp., 1982
- Kaddis a megszületett gyermekekért; Ab Art, Bp., 2020
- A világ közepe; Ampersand, Bp., 2024
- Egy emlékirat könyve - Beszélgetés az ismeretlennel; Ampersand, Bp., 2025